# 1707년

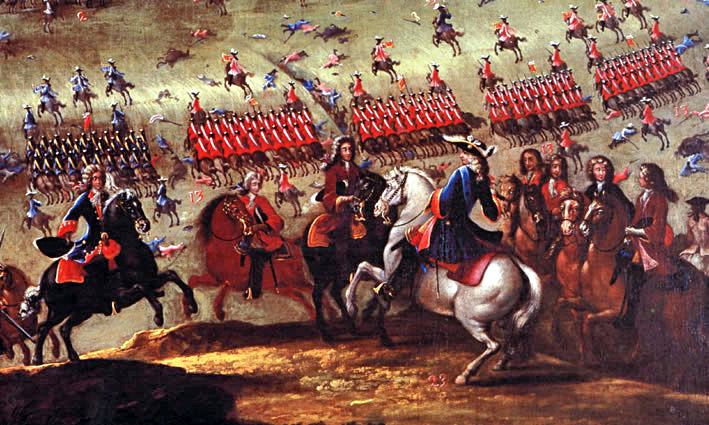

1707년은 토요일로 시작하는 평년이다.

## 연호
- 청(淸) 강희(康熙) 46년
- 일본(日本) 호에이(宝永) 4년
- 후 레 왕조(後黎朝) 빈틴(永盛) 3년

## 기년
- 류큐(琉球) 쇼테이왕(尚貞王) 39년
- 청(淸) 성조 강희제(聖祖 康熙帝) 46년
- 조선(朝鮮) 숙종(肅宗) 33년
- 후 레 왕조(後黎朝) 유종(裕宗) 3년

## 사건
- 5월 1일 - 연합법으로 잉글랜드 왕국과 스코틀랜드 왕국이 합쳐져 그레이트브리튼 왕국이 되다.
- 10월 28일 - 호에이 지진(리히터 규모 8.6 추정)이 발생하다.
- 12월 16일 - 일본의 후지 산이 분화하다. (호에이 대분화)

## 탄생
- 1월 31일 - 영국왕 조지 2세의 장남인 웨일스 공 프레더릭.
- 2월 25일 - 이탈리아의 극작가 카를로 골도니. (~ 1793년)
- 4월 15일 - 스위스의 수학자 레온하르트 오일러. (~1783년)
- 4월 22일 - 영국의 소설가 헨리 필딩. (~1754년)
- 5월 23일 - 스웨덴의 식물학자 칼 폰 린네. (~1778년)
- 6월 23일 - 이치노세키번의 3대 번주 다무라 무라아키. (~1755년)
- 8월 25일 - 스페인의 군주 루이스 1세. (~1724년)
- 9월 7일 - 프랑스의 철학자, 조르주루이 르클레르 드 뷔퐁 백작. (~1788년)
- 10월 29일 - 조선 영조의 후궁 귀인 조씨. (~1780년)

### 미상
- 조선의 문인 김인겸. (~1772년)
- 조선의 화가 심사정. (~1769년)
- 일본 에도 시대의 다이묘 니와 다카히로. (~1769년)
- 일본 에도 시대의 다이묘 이와키 다카쓰구. (~1745년)

## 사망
- 1월 4일 - 신성로마제국의 사령관 루트비히 빌헬름 폰 바덴바덴 변경백. (1655년~)
- 3월 30일 - 프랑스의 유명한 공병장교, 건축가 세바스티앙 르 프레스트르 드 보방. (1633년~)